# Georgij Makszimovics Puskin

Georgij Makszimovics Puskin  (oroszul: Георгий Максимович Пушкин) (1909. [julián: január 21.] február 3. – Moszkva, 1963. április 2.) Malaja Konopljanka, Szmolenszki kormányzóság – 1963. április 2. Moszkva) – hivatásos szovjet diplomata és a párt felső vezetésének a tagja; Magyarországra akkreditált rendkívüli és meghatalmazott nagykövete.

## Életrajz
1939-től tagja az SZK(b)P-nek. Diplomáit a moszkvai Plehanov Nemzetgazdasági Intézetben 1931-ben és a Szovjetunió Népbiztossága (NKIGY SZSZSZR) Diplomáciai és Konzulátusi Dolgozók Felkészítő Intézetében 1937-ben szerezte
- 1931 – a Szibériai Tervezési Bizottság és a Gazdasági elszámoltatási igazgatóság munkatársa (SNK és RSFSR)
- 1937–1939 – a Szovjetunió Külügyi Népbiztossága Nyugat- és Közép-európai II. Osztálya munkatársa
- 1940–1941 – a Szovjetunió meghatalmazott képviselője, majd rendkívüli és meghatalmazott nagykövete  Szlovákiában
- 1941–1942 - a Szovjetunió Külügyi Népbiztossága Európai IV. osztályának helyettes vezetője
- 1942–1944 – a Szovjetunió főkonzulja Ürümcsiben
- 1944–1948 – a Szövetséges Ellenőrző Bizottság (SZEB) politikai tanácsadója Vorosilov elnök mellett és egyben a Szovjetunió magyarországi főmeghatalmazottja
- 1945 november–1949 – a Szovjetunió rendkívüli és meghatalmazott nagykövete Magyarországon
- 1949 június–október – a Szovjetunió Külügyminisztériumának főosztályvezetője, egyben a Szovjetunió Minisztertanácsa Rádióműsor-szolgáltatási Tanácsa Felügyelőbizottságának az elnöke
- 1949–1952 – a Szovjetunió diplomáciai képviseletének a vezetője a németországi orosz megszállási övezetben, a későbbi NDK-ban (ő lett az első szovjet nagykövet az NDK-ban)
- 1952–1953 – a Szovjetunió külügyminiszterének a helyettese
- 1953–1954 – a Szovjet Külügyminisztérium Közel- és Közép-keleti Főosztályának és a III. Európai osztályának a vezetője, a külügyminisztérium kollégiumának tagja
- 1954–1955 – a Szovjetunió főbiztosa az NDK-ban
- 1954–1958 – a Szovjetunió rendkívüli és meghatalmazott nagykövete az NDK-ban
- 1956–1961 – az SZK(b)P Központi Pénzügyi Ellenőrző Bizottságának a tagja
- 1958–1959 – a Központi Bizottság Tájékoztatási Osztályának a vezetője
- 1959–1963 – a Szovjetunió külügyminiszter-helyettese, a külügyminisztérium kollégiumának tagja
- 1961–1963 – az SZK(b)P Központi Bizottság póttagja

Részt vett számos nemzetközi konferencián és találkozón, köztük a moszkvai konferencián (1945-ben), a párizsi békekonferencián (1946-ban); a szovjet küldöttséget vezeti a genfi konferencián, mely a laoszi kérdés rendezésére ült össze (1961–1962)
A Novogyevicsi temetőben nyugszik Moszkvában.

## Fordítás
- Ez a szócikk részben vagy egészben  a(z)   Пушкин, Георгий Максимович című orosz Wikipédia-szócikk fordításán alapul.  Az eredeti cikk szerkesztőit annak laptörténete sorolja fel. Ez a jelzés csupán a megfogalmazás eredetét és a szerzői jogokat jelzi, nem szolgál a cikkben szereplő információk forrásmegjelöléseként.